# Hadrosaurus
A Hadrosaurus (jelentése 'erős gyík', az ógörög: ἁδρος / hadros 'vastag, erős' és σαυρος / szaürosz 'gyík' szavak összetételéből) a 
hadrosaurida dinoszauruszok egyik kétséges neme. A nemhez tartozó, 1858-ban Észak-Amerikában felfedezett csontváz volt az első olyan dinoszaurusz maradvány, amely több volt, néhány különálló csontnál. 1868-ban ez a lelet lett az elsőként felállított dinoszaurusz csontváz. A Hadrosaurus foulkii, a nem egyetlen ismert faja, 1991 óta New Jersey hivatalos állami dinoszauruszának számít.

## Ősbiológia
A Hadrosaurus a mai egyesült államokbeli New Jersey partja közelében élt a késő kréta időszakban, körülbelül 80 millió évvel ezelőtt. A többi hadrosauridához hasonlóan növényevő volt. A futáshoz inkább két lábra állt, de mikor legelt, a mellső lábait is használta a súlya megtartására. A fogai alapján hajtásokat és leveleket fogyasztott.

## Felfedezés

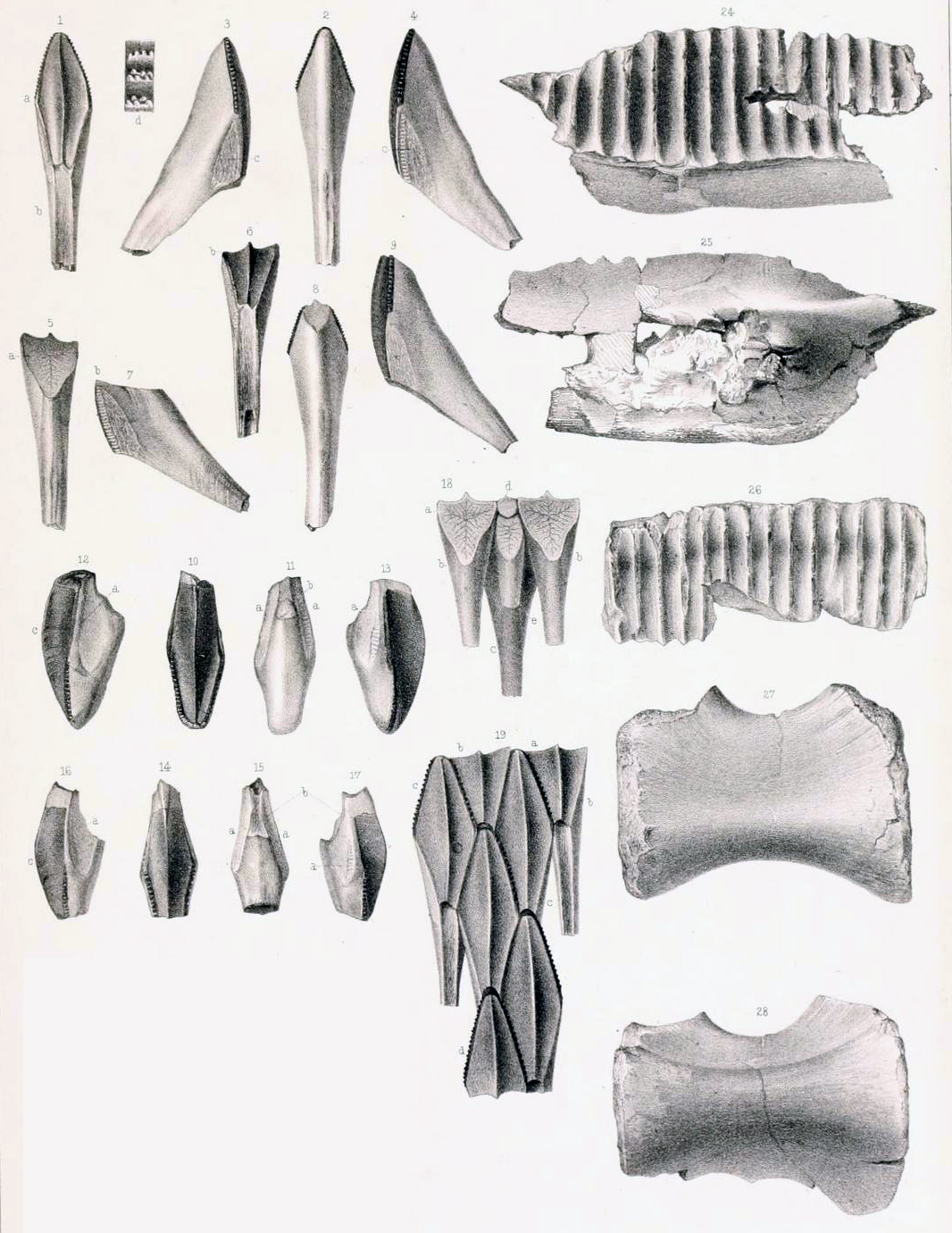
A Cretaceous Reptiles of the United States (Az Egyesült Államok kréta időszaki hüllői) XIII. táblája különböző Hadrosaurus fogakkal (felül) és csogolyákkal (jobbra lent). A bal alsó sarokban levő fogak az Astrodonhoz tartoznak

1838-ban John Estaugh Hopkins (Haddonfieldben, a Cooper folyó egyik kisebb mellékfolyójánál) egy márga üreget ásva nagy csontokra bukkant, amiket haddonfieldi otthonában állított ki. 1858-ban a csontok felkeltették az egyik látogatója, William Parker Foulke érdeklődését. Foulke 1858-ban kiásta a csontvázat a márgából. Ugyanebben az évben Joseph Leidy, őslénykutató elnevezte a fajt egy majdnem teljes láb, egy hozzá tartozó csípő, a lábfej részei, 28 csigolya (köztük 18 farokcsigolya), 8 fog és az állcsont egy kis része alapján. Leidy felismerte, hogy a csontok egy dinoszauruszéra, az évtizedekkel korábban Angliában felfedezett Iguanodonéra hasonlítanak, viszont a Hadrosaurus csontváza jóval teljesebb volt. Leidy monográfiája, a Cretaceous Reptiles of the United States (Az Egyesült Államok kréta időszaki hüllői) teljesebb leírást és illusztrációkat tartalmaz a Hadrosaurusról, és bár 1860-ban íródott, a polgárháború miatt csak 1865-ben jelent meg. Leidy az akkori nézettel szemben, ami szerint a dinoszauruszok négy lábon jártak, a Hadrosaurust két lábon járó állatként rekonstruálta. A teljes csontváz összeállítását 1868-ban fejezte be egy csapat, melynek az angol szobrász és természettudós, Benjamin Waterhouse Hawkins is tagja volt, és a Philadelphiai Természettudományi Akadémián (Philadelphia Academy of Natural Sciences) állították ki. A csontvázat rendszerint a „színfalak” mögött, az Akadémia gyűjteményében tartják. Azonban 2008. november 22-e és 2009. április 19-e között a csontváz másolatát és a dinoszaurusz felfedezésének tudományos és kulturális hátterét bemutatták a nyilvánosság számára.
A tény ellenére, hogy a Hadrosaurus a Hadrosauridae család típusneme, a csontváz koponyája hiányzik, és túl hiányos a többi hadrosauridával osztályozás céljából való összehasonlításhoz, ami a legtöbb tudóst arra a megoldásra vezette, hogy nomen dubiumnak, avagy kétséges névnek tekintse. Mikor a csontvázat először összeállították, egy Hawkins által, gipszből készített koponyával együtt állították ki. A Hadrosaurust több más tudós a rokon nemek, például a Gryposaurus és a Brachylophosaurus koponyájával rekonstruálta.
A Hadrosaurus szobra, melyet a Haddonfieldben élő John Giannotti készített a felfedezés emlékére, jelenleg Haddonfield városának központjában áll.

## Popkulturális hatás

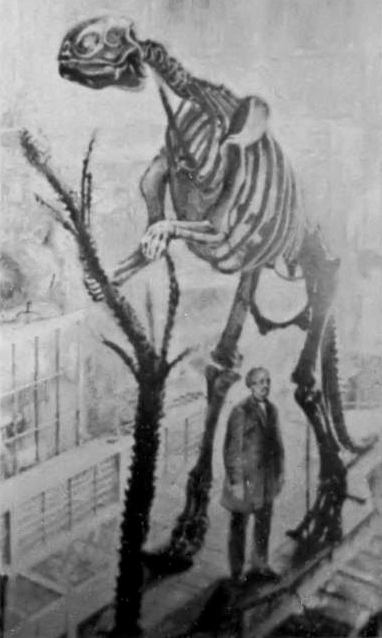
Benjamin Waterhouse Hawkins felállított Hadrosaurusa, a világ első felállított dinoszaurusz csontváza

Michael Crichton Őslénypark című regényében a Hadrosaurus az egyik, InGen által klónozott dinoszaurusz.

## Fordítás
- Ez a szócikk részben vagy egészben a Hadrosaurus című angol Wikipédia-szócikk ezen változatának fordításán alapul.  Az eredeti cikk szerkesztőit annak laptörténete sorolja fel. Ez a jelzés csupán a megfogalmazás eredetét és a szerzői jogokat jelzi, nem szolgál a cikkben szereplő információk forrásmegjelöléseként.